# West Coast Hockey League
Die West Coast Hockey League (WCHL) war eine Eishockey-Minor-League in den USA, an deren Spielbetrieb von 1995 bis 2003 Clubs aus den westlichen Staaten des Landes, nämlich Alaska, Arizona, Kalifornien, Colorado, Idaho, Nevada und Washington, teilnahmen.
Die Liga startete 1995 mit folgenden sechs Teams:
- Alaska Gold Kings
- Anchorage Aces
- Bakersfield Fog
- Fresno Falcons
- Reno Renegades
- San Diego Gulls

Die Trophäe, die der jeweilige Meister einer Saison gewann, war der Taylor Cup, benannt nach dem Gründer der Liga, dem zudem mit den Franchises aus Bakersfield, Fresno und Reno die Hälfte der Mannschaften gehörten.
Im Mai 2003 wurde die WCHL und der Taylor Cup von der East Coast Hockey League übernommen, die daraufhin ihren offiziellen Namen in das Kürzel ECHL änderte, da sie nun landesweit operierte. Mit den Franchises aus Bakersfield, Fresno, Idaho, Long Beach und San Diego spielen heute sechs der ehemaligen WCHL-Teams in der West und der Pacific Division der ECHL National Conference.

## Teams der WCHL
- Alaska Gold Kings (1995–1997, wurden 1998 Colorado Gold Kings)
- Anchorage Aces (1995–2003)
- Bakersfield Fog (1995–1998, wurden Bakersfield Condors)
- Bakersfield Condors (1998–2003)
- Colorado Gold Kings (1998–2002)
- Fresno Falcons (1995–2003, in der Saison 1997/98 als Fresno Fighting Falcons)
- Idaho Steelheads (1997–2003)
- Long Beach Ice Dogs (2000–2003)
- Phoenix Mustangs (1997–2001)
- Reno Renegades (1995–1997, wurden Reno Rage)
- Reno Rage (1997–1998)
- San Diego Gulls (1995–2003)
- Tacoma Sabercats (1997–2002)
- Tucson Gila Monsters (1997–1999)

## Taylor Cup
- 1995/96: San Diego Gulls
- 1996/97: San Diego Gulls
- 1997/98: San Diego Gulls
- 1998/99: Tacoma Sabercats
- 1999/00: Phoenix Mustangs
- 2000/01: San Diego Gulls
- 2001/02: Fresno Falcons
- 2002/03: San Diego Gulls